# 마술적 사실주의

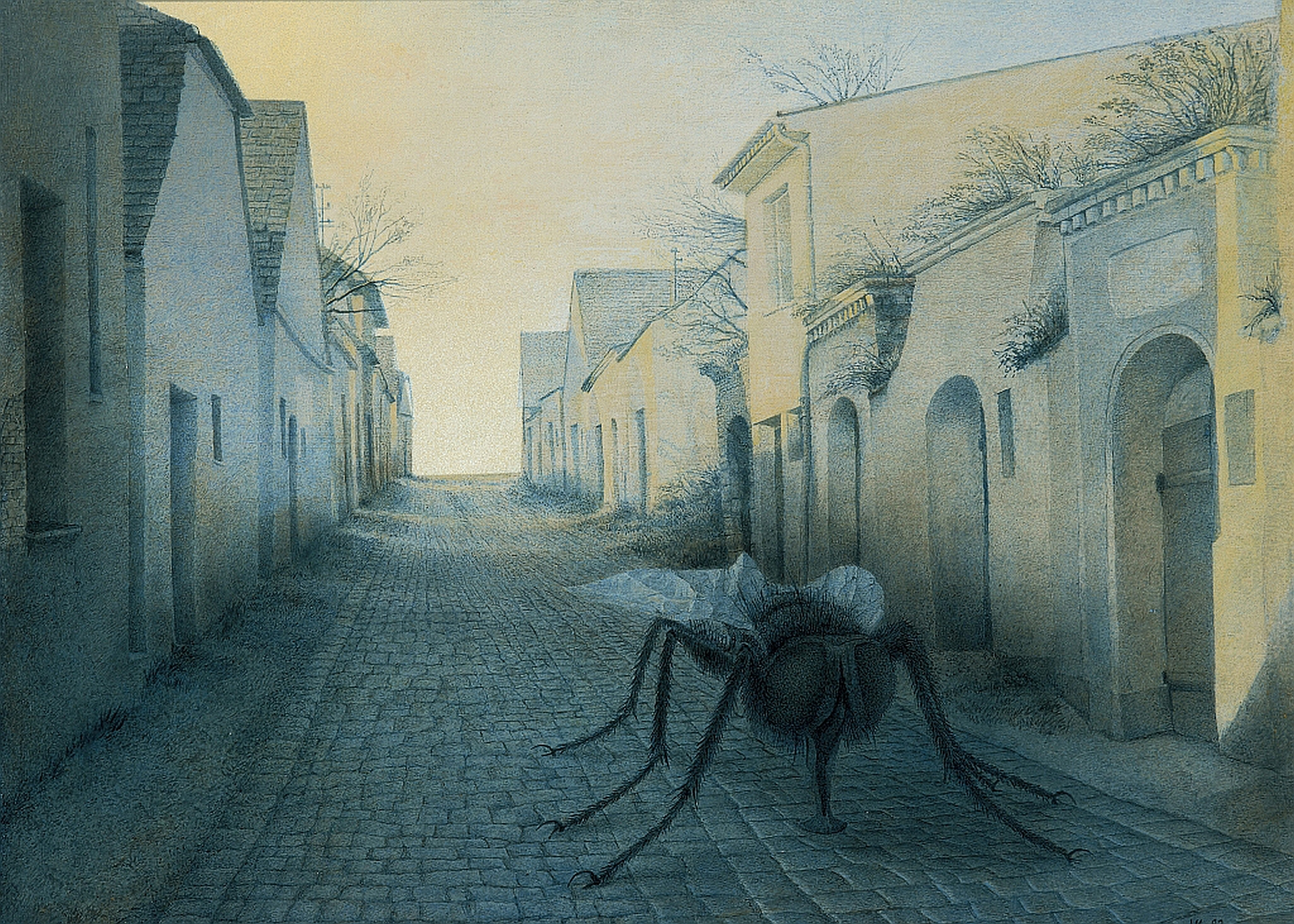

마술적 사실주의(魔術的 寫實主義, 영어: magical realism)는 하나의 문학 기법으로 현실 세계에 적용하기에는 인과 법칙에 맞지 않는 문학적 서사를 의미한다. 이 개념은 20세기 미하일 불가코프, 에른스트 윙거, 가브리엘 가르시아 마르케스 등의 많은 라틴 아메리카 작가들의 등장과 함께 유명해졌다.
마술적 사실주의라는 용어는 독일의 예술 평론가 프랑크 로(Frank Roh)가 1920년대 종래의 사실 표현을 뒤엎는 화가들을 이르기 위해 처음 만들어냈다. 오늘날 마술적 사실주의라는 용어는 특히 라틴 아메리카 문학에 대해 쓰이는데 이 뜻으로는 비평가 우슬라르 피에트리(Uslar Pietri)가 처음 사용했지만 노벨 문학상 수상자 미겔 앙헬 아스투리아스가 자신의 소설들이 마술적 사실주의 양식을 사용한다고 정의한 후로부터 널리 쓰이게 되었다.
전통적인 허구적 사실주의와 마술적 사실주의를 구별짓기는 어렵다. 무엇보다도, 전통적인 픽션은 플롯이나 인물, 서술자가 완전히 사실적이지 않다. 그러나 마술적 사실주의의 이야기들은 리얼리티를 완전히 고정적이지 않은 것으로 다루는 경향이 있다. 예를 들어 아내의 죽음을 알리기 위해 피의 흐름이 멀리 있는 그녀의 남편에게까지 흘러갔다든지 하는 현실에서는 있을 수 없는 상황이 일어나고, 글 속의 인물들은 그러한 상황을 대수롭지 않다는 듯 받아들이는 것이다.
주목할 만한 점은 마술적 사실주의가 억압적이고 권위주의적인 독재 사회에서 자주 나타나며 정치적으로 매우 위험한 표현이 순화되어 나타나는 것일 수도 있다는 점이다.
물리 법칙을 따르는 - 적어도 따르는 척이라도 하는 - SF 류의 문학이나, 작품 내에 일관된 규칙을 갖고 있는 판타지 문학과 달리, 마술적 사실주의는 예측 불허의 스토리로 구성되거나, 적어도 묘사하는 사회가 매우 특별하다.

## 화가
- H. R. 기거
- 에드워드 호퍼
- 프리다 칼로

## 영화 및 텔레비전
마술적 사실주의 요소를 전달하는 영화와 텔레비전 프로그램은 다음과 같다:
- 홀리 마운틴
- 프린세스 브라이드
- 빅 (1988년 영화)
- 꿈 (1990년 일본 영화)
- 가위손
- 트윈 픽스
- 쿨 월드
- 라이어 라이어
- 퍼펙트 블루
- 그린 마일 (영화)
- 하트 인 아틀란티스
- 아멜리에
- 천년여우
- 멍키본
- 웨이킹 라이프
- 빅 피쉬
- 이터널 선샤인
- 러브 인 샌프란시스코
- 판의 미로
- 파프리카 (2006년 영화)
- 스트레인저 댄 픽션
- 더 폴: 오디어스와 환상의 문
- 천년을 흐르는 사랑
- 벤자민 버튼의 시간은 거꾸로 간다
- 마법에 걸린 사랑
- 마고리엄의 장난감 백화점
- 베드타임 스토리 (2008년 영화)
- 코렐라인: 비밀의 문
- 파르나서스 박사의 상상극장
- 러블리 본즈 (영화)
- 괴물들이 사는 나라 (영화)
- 비우티풀
- 블랙 스완 (영화)
- 스콧 필그림 (영화)
- 엉클 분미
- 원스 어폰 어 타임 (드라마)
- 트리 오브 라이프
- 내가 사는 피부
- 19곰 테드
- 비스트 (2012년 영화)
- 라이프 오브 파이
- 문라이즈 킹덤
- 루비 스팍스
- 더 콩그레스
- 버드맨 (영화)
- 마법소녀 (영화)
- 숨겨진 숲의 비밀
- 칼릴 지브란의 예언자
- 바다의 노래: 벤과 셀키요정의 비밀
- 아델라인: 멈춰진 시간
- 크람푸스 (영화)
- 어린 왕자 (2015년 영화)
- 19곰 테드 2
- 투모로우랜드 (영화)
- 붉은 거북
- 몬스터 콜
- 스위스 아미 맨
- 코코 (영화)
- 킬링 디어
- 셰이프 오브 워터: 사랑의 모양
- 유니콘 스토어
- 원더스트럭
- 경계선 (2018년 영화)
- 곰돌이 푸 다시 만나 행복해
- 힐다 (애니메이션)
- 쏘리 투 보더 유
- 툴리
- 시간의 주름 (영화)
- 어쩌다 로맨스
- 로켓맨 (영화)
- 러시아 인형처럼
- 원더랜드 (2019년 영화)
- 예스터데이 (2019년 영화)
- 웬디 (영화)
- 시크릿 가든 (영화)
- 이제 그만 끝낼까 해
- 소울 (영화)
- 뮤직 (영화)
- 루카 (2021년 영화)
- 용과 주근깨 공주
- 라스트 나잇 인 소호
- 엔칸토: 마법의 세계
- 메모리아 (영화)
- 에브리씽 에브리웨어 올 앳 원스
- 쓰리 사우전드 이어스 오브 롱잉
- 슬럼버랜드
- 피노키오 (2022년 애니메이션 영화)
- 마법에 빠진 사랑 2
- 원더랜드 (2024년 영화)

## 같이 보기
- 판타지
- 이세계
- 로 판타지
- 라틴아메리카 붐
- 남부 고딕물
- 형이상화파
- 신즉물주의
- 예술 영화
- 상상력
- 포스트모더니즘
- 초현실주의
- 유토피아